# Weitensfeld, Weitensfeld im Gurktal
Weitensfeld je naselje v Občini Weitensfeld im Gurktal v Okraju Šentvid ob Glini na Koroškem v Avstriji.